# Ludwik Moszczeński
Ludwik Moszczeński herbu Nałęcz – miecznik zatorsko-oświecimski w 1772 roku, wojski mniejszy zatorsko-oświęcimski w latach 1770–1772, skarbnik zatorsko-oświęcimski w latach 1759–1770, podpułkownik w latach 1746–1765, wiceadministrator wielkorządów krakowskich w okresie od 1 lipca 1744 roku, przed 11 października 1749 roku i od 1 lipca 1758 roku do 1 października 1763 roku.